# Neomysis czerniavskii
Neomysis czerniavskii is een aasgarnalensoort uit de familie van de Mysidae. De wetenschappelijke naam van de soort is voor het eerst geldig gepubliceerd in 1913 door Derzhavin.